# Tempus
Tempus és una composició poètica en sard de Giulio Angioni publicada en 2008 per CUEC.
Tempus dona veu a un ancià de Fraus que es remunta en el temps amb els seus records, col·locant-los en la seva vida, sinó també en la història local i mundial del segle xx.
El 2012 es va publicar un audiollibre amb la veu de l'autor: Giulio Angioni legge Tempus (CUEC): ISBN 978-88-8467-766-2